# Мойка Сагмейстер
Мойка Сагмейстер (6 березня 1996) — словенська плавчиня.
Учасниця Олімпійських Ігор 2012 року.